# Piratpartiet (Island)

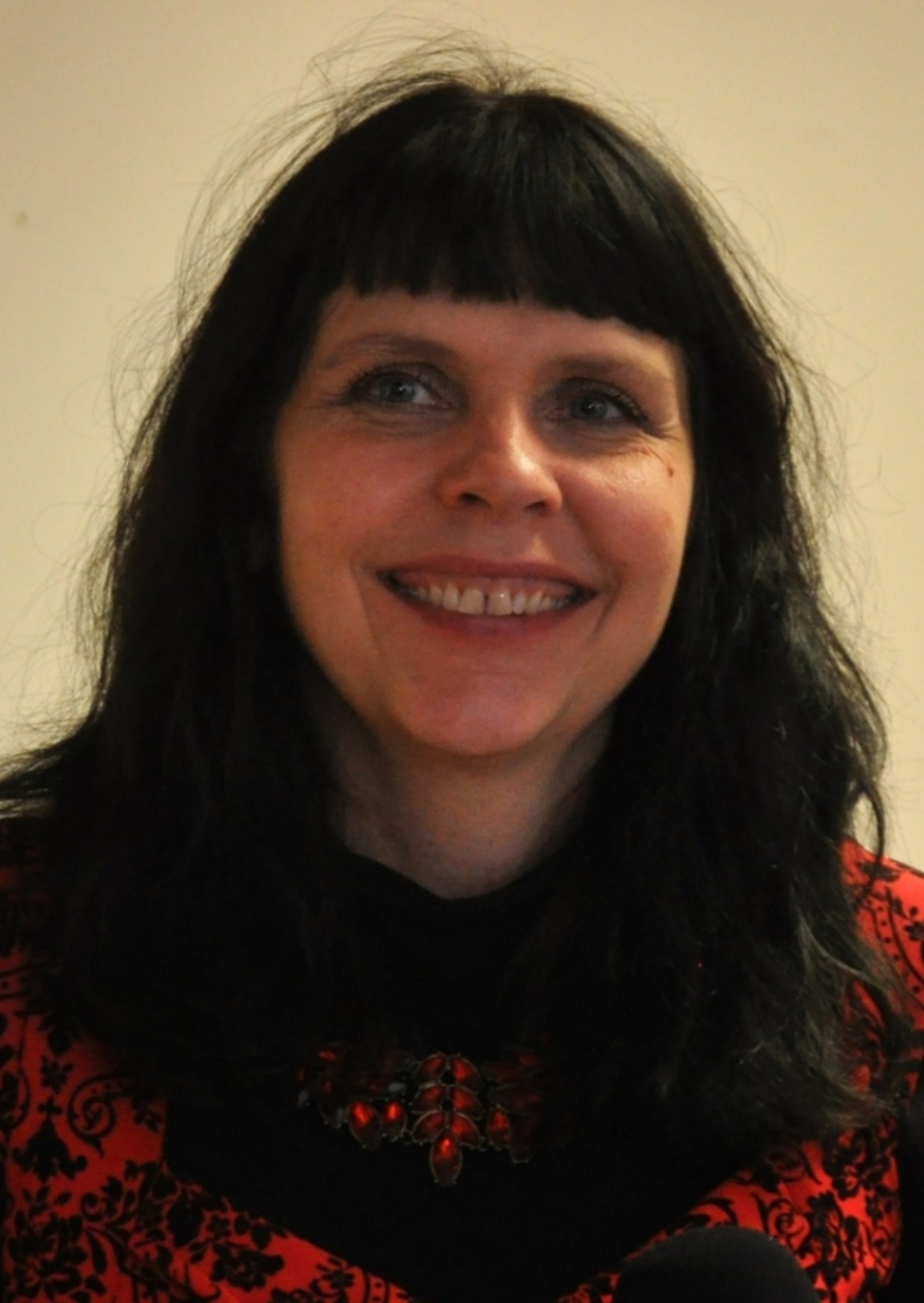
Birgitta Jonsdottir, Piratpartiet, 2013.

Islands Piratparti (isländska: Píratar) är ett politiskt parti i Island, bildat den 24 november 2012, och som på kort tid växt snabbt. Från parlamentsvalet 2013 till parlamentsvalet 2016 representerades partiet i alltinget av partiledaren Birgitta Jónsdóttir, Jón Þór Ólafsson och Helgi Hrafn Gunnarsson. Detta efter att i alltingsvalet 2013 fått 5,2 procent av rösterna och tre mandat. I Alltingsvalet 29 oktober 2016 ökade Piratpartiet kraftigt, till 14,5 procent av rösterna, och fick med detta tio Alltingsledamöter. Efter valet inleddes regeringsförhandlingar, där även Piratpartiet efter en tid fick uppgiften att söka bilda regering.
 Vid valet 2017 fick paritet 9,4% av rösterna och 6 platser i Alltinget. Valet 2021 fick partiet 8,8% och behöll samma antal mandat som tidigare. Efter valet 2024 fick partiet enbart tre procent av rösterna och klarade därmed inte spärren för att komma in i Alltinget.

## Politiska ställningstaganden

### Europeiska unionen
Partiet har inte tagit något officiellt beslut om de anser att Island bör gå med i EU. Partiet har dock (bland annat) inkluderat följande i ett policydokument om EU från 2013
- Ett EU-medlemskap kan aldrig vara aktuellt för Island innan folkomröstning ägt rum, som i sin tur måste presenteras sakligt och neutralt.
- Om Island blir EU-medlem ska isländska vara ett av EU:s officiella språk.

## Valresultat

### Alltinget
| Alltingsval | Antal röster | Procent av totalt antal röster | Antal av totalt antal Alltingsledamöter | +/– | Partiets placering | Maktposition |
| ----------- | ------------ | ------------------------------ | --------------------------------------- | --- | ------------------ | ------------ |
| 2013        | ▬ 9 647      | ▬ 5,10                         | 3 ledamöter av totalt 63                | ▬ 3 | ▬ 6                |              |
| 2016        | ▲ 27 449     | ▲ 14,48                        | 10 ledamöter av totalt 63               | ▲ 7 | ▲ 3                |              |
| 2017        | ▼ 14 736     | ▼ 9,4                          | 6 ledamöter av totalt 63                | ▼ 4 | ▼ 6                |              |
| 2021        | ▲ 17 233     | ▼ 8,63                         | 6 ledamöter av totalt 63                | ▬0  | ▬6                 |              |
| 2024        | ▲ 6 411      | ▼ 3,02                         | 0 ledamöter av totalt 63                | ▼0  | ▼8                 |              |

### Lokalval

#### Reykjavik City
| Val  | Antal röster | Procent av totalt antal röster!+/– | Antal av totalt antal Alltingsledamöter | +/– | Partiets placering | Maktposition |
| ---- | ------------ | ---------------------------------- | --------------------------------------- | --- | ------------------ | ------------ |
| 2014 | ▬ 3 238      | ▬ 5,93                             | 1 av 15                                 | ▬ 1 | ▬ 6                | Koalition    |
| 2018 | ▲ 4 556      | ▲ 7,7                              | 2 av 23                                 | ▲ 1 | ▲ 4                | Koalition    |
| 2022 | ▲ 6 970      | ▲ 11,6                             | 2 av 23                                 | ▲ 1 | ▲ 4                | Koalition    |